# Il faut Bart le fer tant qu'il est chaud
Il faut Bart le fer tant qu'il est chaud (France) ou Le Dispersement de l'association des parents (Québec) (The PTA Disbands) est le 21e épisode de la saison 6 de la série télévisée d'animation Les Simpson.

## Synopsis
L'école élémentaire de Springfield a visiblement un gros problème de budget. Le bus dans lequel les élèves voyagent tombe en ruine. Le principal Skinner et les élèves sont obligés d'assister à la reconstitution de la guerre civile par-dessus une palissade pour ne pas avoir à payer. La tension monte entre Skinner et Mme Krapabelle qui réclame plus de moyens pour éduquer les élèves décemment.
Bart en profite pour les monter l'un contre l'autre et il réussit à provoquer une grève des professeurs. Les enfants sont ravis de ne plus avoir école, à l'exception de Lisa. Bart va de son côté tout faire pour que la grève dure le plus longtemps possible...
Cependant, le principal Skinner va trouver la parade en recrutant des remplaçants aux professeurs. Ainsi Marge se retrouve enseignante au grand dam de son fils. Eux deux et Lisa vont donc s'évertuer à mettre fin à la grève. À la suite d'une ruse, ils enferment Skinner et Edna dans une pièce et leur disent qu'ils ne les libéreront que lorsqu'ils auront trouvé une solution. Après plusieurs heures, ils trouvent. L'école va louer une partie de ses locaux à la prison et accueillir une partie des prisonniers, afin de renflouer un peu le budget.